# Odorrana monjerai
Odorrana monjerai es una especie de anfibio anuro de la familia Ranidae.

## Distribución geográfica yhábitat
Es endémica del noreste de Malasia Occidental. Su rango altitudinal oscila alrededor de 720 m s. n. m..